# SROI
社会的投資利益率（しゃかいてきとうしりえきりつ、英語：social return on investment、SROI）は、社会的活動を行う組織体で用いられる成果および業績を数量化して測定する指標の一つである。その組織体へと投下された資源（主に残高としての正味財産）に対する一定期間の純額としての利益および社会的な成果の比率として計算される。

## SROIの計算式
社会的投資利益率（％）　＝　一定期間の社会的成果　÷　投下された資源額

## SROIの特徴
一定期間の社会的成果の部分に何を含めるかという点に、この指標の持つ特性がある。多くの場合、雇用の効果、教育の効果、などの組織体の事業活動がもたらす正の外部経済の要素が数量化され、社会的成果として測定される。また、これらの数量化要素を標準化し比較可能性を高めるための試みが、英国に本部を置くSocial Value International（旧称：SROI Network International）などの組織によってなされ、日本にも支部である特定非営利活動法人ソーシャルバリュージャパン（旧称：SROIネットワークジャパン）が2012年から活動している。
しばしばSROIの日本語訳として「社会的投資収益率」という呼称が用いられるが、伝統的な財務指標であるROI（投資利益率）、ROE（株主資本利益率）、ROA（総資産利益率）などと同様に、その計算式においては、投下額に対する成果額として総額（gross）ではなく純額（net）が用いられるため、総額を指す概念である「収益率」ではなく、純額を示す「利益率」の名称を用いるのがより適切である。
また、原語の主旨に照らすとsocial（社会的）という用語は投資（investment）ではなく利益（return）を修辞する語であるため、「投資に対する社会的成果の比率」がSROIの指し示そうとする内容であると言える。したがって、原語のもつこの含意を残すために敢えて日本語に訳さず、SROIという英語表現のまま用いることも多い。